# Gordon (keresztnév)
A Gordon kelta → skót → angol eredetű férfinév, jelentése: nagy domb. Feltehetően a női párja a Gordána.

## Gyakorisága
Az 1990-es években szórványos név, a 2000-es években nem szerepel a 100 leggyakoribb férfinév között.

## Névnapok
- május 10.[2]

## Híres Gordonok
- Bajnai Gordon magyar politikus, korábban miniszterelnök
- Gordon Banks angol világbajnok kapus
- Gordon Brown, az Egyesült Királyság miniszterelnöke
- Gordon Freeman elméleti fizikus, a Half-Life-sorozat kitalált főszereplője.
- Gordon Ramsay mesterszakács
- Gordon Shumway Alf valódi neve az Alf című tévésorozatban és egyéb Alf-történetekben.